# Серышево
Се́рышево — посёлок городского типа в Амурской области, Россия. Административный центр Серышевского района.

## География
Посёлок расположен в центральной части области в 108 км к северо-востоку от Благовещенска.
Одноимённая станция Забайкальской железной дороги на Транссибе.
В 35 км севернее пос. Серышево расположен город Свободный, в 20 км южнее — город Белогорск.
Автотрасса Чита — Хабаровск проходит в 12 километрах к востоку у села Украинка.
Река Зея протекает примерно в 20-25 км западнее (у сёл Большая Сазанка и Казанка), река Томь — в 20 км южнее, у села Бочкарёвка (село расположено напротив города Белогорск).

## История
Возник в 1912 г как поселок при станции Белоногово. В 1928 г. переименован в честь Степана Михайловича Серышева, в 1920—1922 гг. одного из руководителей партизанского движения в Приамурье, члена Амурского ревкома, командующего Амурским фронтом, 2-й Амурской армией и Восточным фронтом ДВР..
Статус посёлка городского типа с 1948 года.
24 января 2005 года в соответствии с Законом Амурской области № 425-ОЗ образовано муниципальное образование «Рабочий посёлок (пгт) Серышево» и наделено статусом городского поселения.

## Население
| 1939    | 1959    | 1970    | 1979    | 1989    | 2002    | 2009    |
| ------- | ------- | ------- | ------- | ------- | ------- | ------- |
| 1832    | ↗7564   | ↗10 279 | ↗11 522 | ↗13 456 | ↘12 186 | ↘12 026 |
| 2010    | 2011    | 2012    | 2013    | 2014    | 2015    | 2016    |
| ↘10 816 | ↘10 785 | ↘10 585 | ↘10 514 | ↘10 329 | ↘10 100 | ↘9958   |
| 2017    | 2018    | 2019    | 2020    | 2021    | 2023    |         |
| ↘9855   | ↘9773   | ↘9434   | ↗9438   | ↘9345   | ↘9271   |         |

## Инфраструктура
Две средние школы, одна музыкальная школа, 3-е отделение Амурского Аграрного Колледжа, библиотеки (взрослые и детская), церковь, храм, стадионы «Юность» и «Богатырь», краеведческий музей, кинотеатр.

## Экономика
Маслосыркомбинат «Серышевский», цех полуфабрикатов «Серышевский», хлебозавод, предприятия железнодорожного транспорта, больница, военный гарнизон.
В 8 км северо-восточнее посёлка находится военный аэродром «Украинка», где базируются дальние бомбардировщики Ту-95МС.

## Прославленные жители
- Ганс Манхарт — немец по национальности — в годы Первой мировой войны оказался в русском плену. Здесь он вступил в ряды коммунистической партии. Активное участие Ганс Манхарт принимал в борьбе с белогвардейцами и японскими интервентами, на Дальнем Востоке командовал бронепоездом «Защита трудового народа». В 1929 году Ганс Манхарт организовал первую на Дальнем Востоке машинно-транспортную станцию. По инициативе Манхарта здесь было оборудована своя электростанция первая на Дальнем Востоке и радиоузел. Гусеничные трактора выписывал из Германии, которые в 1931 году были переданы в колхозный батальон воинской части, дислоцирующиеся в селе Красная Поляна, а МТС получила 50 тракторов отечественного производства.
- Михаил Широкопояс — младший сержант ВС РФ, посмертно представленный к Ордену Мужества (скончался от ран в госпитале в Москве 7 июня 2016 года), участник военной операции России в Сирии[23].
- Бондарев, Сергей Сергеевич — герой России, капитан МВД